# Gunilla Andersson
Gunilla Elisabeth Andersson (Estocolmo, Suecia, 17 de diciembre de 1955) es una nadadora retirada especializada en pruebas de estilo mariposa. Fue medalla de bronce en 100 metros mariposa y 4x100 metros estilos durante el Campeonato Europeo de Natación de 1974.
Representó a Suecia en los Juegos Olímpicos de Montreal 1976.

## Palmarés internacional
| Campeonato Europeo de Natación | Campeonato Europeo de Natación | Campeonato Europeo de Natación | Campeonato Europeo de Natación |
| Año                            | Lugar                          | Medalla                        | Prueba                         |
| ------------------------------ | ------------------------------ | ------------------------------ | ------------------------------ |
| 1974                           | Viena ( Austria)               | Medalla de bronce              | 100 m mariposa                 |
| 1974                           | Viena ( Austria)               | Medalla de bronce              | 4 × 100 m estilos              |